# Egbert Moehsnang
Egbert Moehsnang (* 9. Dezember 1927 in Amberg; † 26. November 2017 in Schüpfen) war ein Schweizer Maler, Kupferstecher, Glaskünstler und Skulpteur.

## Leben
Seit 1950 lebte Egbert Moehsnang in der Schweiz, ab 1952 bis Ende der 1960er-Jahre im Künstlerhaus an der Postgasse 20 in Bern. Erste Ausstellungen gab es ab 1954. 1961/1962 arbeitete er in Rom. Er beteiligte sich an den Graphikausstellungen Ljubljana 1963, L’estampe en Suisse 1970 in Lausanne, La nouvelle gravure 1974 in Paris, Internationale Triennale farbiger Druckgraphik 1975 in Grenchen (Preisträger).
Seit 1963 stellte Moehsnang seine Werke in verschiedenen Kunstmuseen und Galerien im In- und Ausland aus, u. a. im Kunstmuseum Bern, in der Galerie Schindler in Bern, später in der Galerie Kornfeld in Bern, die 2003 eine grosse Retrospektive zeigte. In der Folgezeit setzte er den Computer als Arbeitsgerät ein und schafft damit grossformatige Tiefdrucke.
Moehsnang lebte und arbeitete seit 1970 zurückgezogen in Schüpfen in einem alten, abgelegenen Bauernhaus.
Der schriftliche Nachlass und ein Teil des künstlerischen Nachlasses befinden sich in der Burgerbibliothek Bern. Der Nachlass dokumentiert die vielfältige künstlerische Laufbahn über einen Zeitraum von mehr als 60 Jahren und umfasst eine grosse Sammlung an Dossiers, die den Produktionsprozess einzelner Werke, Projekte oder Publikationen aufzeigen. Ebenfalls enthalten sind Unterlagen zu Ausstellungen, Werkverzeichnisse, eine umfangreiche fotografische Werkdokumentation sowie einige Künstlerwerkzeuge. Weiter enthält der Bestand von Moehsnang verfasste Texte. Der Nachlasses enthält auch persönliche Unterlagen, Korrespondenzen (u. a. mit dem Kunsthistoriker und Schriftsteller Paul Nizon) und wenige Dokumente seiner Eltern und Grosseltern. Der Bestand umfasst weiter mehrere Fotoserien mit Porträtaufnahmen des Künstlers und mit Aufnahmen, die das Atelier, den Herstellungsprozess der Kupferstiche und das Druckverfahren zeigen. Der schriftliche Nachlass wird ergänzt durch eine Auswahl von Arbeiten auf Papier als Beleg für das künstlerische Schaffen, vorhanden sind Probe- als auch Auflagendrucke.
Während der künstlerische Nachlass seit 2024 von der ART-Nachlassstiftung für Kunstschaffende in Bern (Bümpliz) betreut wird, befindet sich ein grosser Teil des druckgrafischen künstlerischen Nachlasses in der Sammlung der ETH Zürich.

## Werk
Moehsnangs Malereien und Kupferstiche sind häufig auf dem Hintergrund sakraler beziehungsweise mythologischer Inhalte entstanden. Er hat mehrere Werke von Kupferstich-Serien, zum Teil kombiniert mit anderen Techniken, geschaffen.
- Schlachtenmappe 1340–1450. 10 Kupferstiche. 1967.

Egbert Moehsnang schuf verschiedene Auftragswerke für den öffentlichen Raum so etwa die Glasmalereien der Kirche Berzona, der Französischen Kirche Bern und des ehemaligen Klosters auf der St. Petersinsel am Bielersee, Malereien der Flügeltüren der Schwalbennestorgen der Stadtkirche Biel und ein Diptychon im Kirchgemeindehaus Steffisburg.

## Ausstellungen (Auswahl)
- MOEHSNANG. Galerie Schindler Bern. 1980
- Moehsnang. Kunstmuseum Bern. 1987
- MOEHSNANG. Kunsthaus Grenchen. 1990
- MOEHSNANG. MALEREI. ZEICHNUNG.SKULPTUR. Galerie Kornfeld Bern. 1991
- MOEHSNANG. MALEREI. KUPFERSTICH. Galerie Kornfeld Bern. 1995
- MOEHSNANG "Golden Patience". Galerie Kornfeld Bern. 1999
- EGBERT MOEHSNANG - un peintre et graveur fasciné par les cartes à jouer. Musée Français de la Carte à Jouer Paris. 2003
- MOEHSNANG: Retrospektive. 50 Jahre Malerei und Graphik 1952-2002. Galerie Kornfeld Bern. 2003
- Egbert Moehsnang – Präsentation grossformatiger Kupferätzungen. Kunstmuseum Bern 2007.
- 90 Jahre Egbert Moehsnang - Wiederentdeckte und aktuelle Arbeiten. Galerie Soon Bern 2017